# Edward Rennie

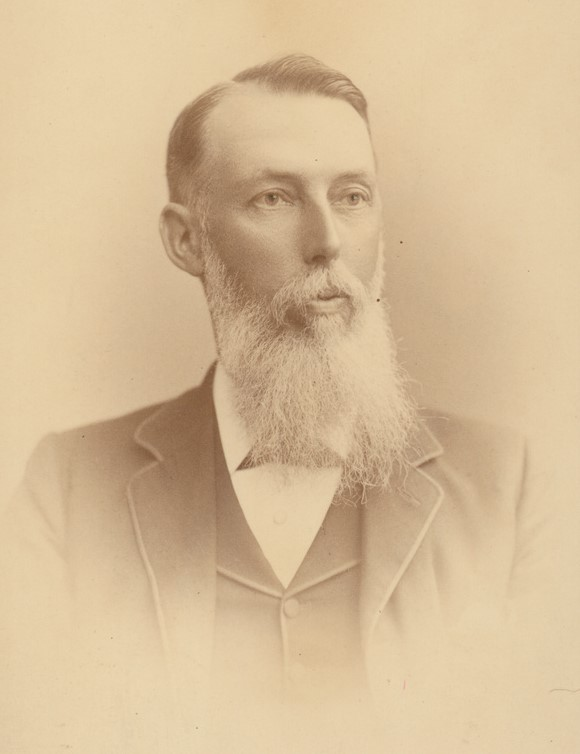
Edward Rennie

Edward Henry Rennie (* 19. August 1852 in Balmain, Sydney; † 8. Januar 1927 in Adelaide) war ein australischer Wissenschaftler und Präsident der Royal Society of South Australia.
Er erwarb 1876 an der Universität Sydney seinen Master, unterrichtete eine Weile, und ging dann nach London, um Chemie zu studieren. Am dortigen St Mary’s Hospital war er Assistent von Charles Romley Alder Wright. Nach einer kurzen Lehrtätigkeit am Royal College of Science in South Kensington erwarb er 1881 seinen Doctor of Science und kehrte im folgenden Jahr nach Australien zurück.